# Siriki Dembélé
Ben Siriki Dembélé (Ouragahio, Región de Gôh, Costa de Marfil, 7 de septiembre de 1996) es un futbolista marfileño. Juega de delantero y su equipo es el Oxford United F. C. de la EFL Championship.
Nacido en Costa de Marfil, es elegible para representar a Inglaterra o Escocia a nivel internacional.

## Trayectoria
A la edad de 12, entró a las inferiores del Dundee United F. C. escocés. Tras pasos en las canteras del Ayr United F. C. y la Nike Academy inglesa, en mayo de 2017 fichó por el Grimsby Town F. C. de la League Two.
Luego de una temporada en el Grimsby Town, el 22 de junio de 2018 firmó contrato con el Peterborough United F. C. por tres años.
Durante la temporada 2021-22, llamó la atención de muchos clubes ingleses, y fue el 31 de enero de 2022 que el AFC Bournemouth lo fichó por tres años y medio. Anotó su primer gol en su nuevo club el 12 de febrero al Blackpool F. C.

## Estadísticas
Actualizado al último partido disputado el 9 de abril de 2025.
| Club                                 | Div.          | Temporada     | Liga  | Liga  | Copas nacionales | Copas nacionales | Total | Total |
| Club                                 | Div.          | Temporada     | Part. | Goles | Part.            | Goles            | Part. | Goles |
| ------------------------------------ | ------------- | ------------- | ----- | ----- | ---------------- | ---------------- | ----- | ----- |
| Grimsby Town F. C. Inglaterra        | 4.ª           | 2017-18       | 36    | 4     | 3                | 0                | 39    | 4     |
| Grimsby Town F. C. Inglaterra        | Total club    | Total club    | 36    | 4     | 3                | 0                | 39    | 4     |
| Peterborough United F. C. Inglaterra | 3.ª           | 2018-19       | 38    | 5     | 9                | 2                | 47    | 7     |
| Peterborough United F. C. Inglaterra | 3.ª           | 2019-20       | 25    | 5     | 5                | 1                | 30    | 6     |
| Peterborough United F. C. Inglaterra | 3.ª           | 2020-21       | 42    | 11    | 4                | 2                | 46    | 13    |
| Peterborough United F. C. Inglaterra | 2.ª           | 2021-22       | 24    | 5     | 1                | 0                | 25    | 5     |
| Peterborough United F. C. Inglaterra | Total club    | Total club    | 129   | 26    | 19               | 5                | 148   | 31    |
| AFC Bournemouth Inglaterra           | 2.ª           | 2021-22       | 13    | 2     | —                | —                | 13    | 2     |
| AFC Bournemouth Inglaterra           | 1.ª           | 2022-23       | 6     | 0     | 3                | 0                | 9     | 0     |
| AFC Bournemouth Inglaterra           | Total club    | Total club    | 19    | 2     | 3                | 0                | 22    | 2     |
| A. J. Auxerre Francia                | 1.ª           | 2022-23       | 12    | 0     | 0                | 0                | 12    | 0     |
| A. J. Auxerre Francia                | Total club    | Total club    | 12    | 0     | 0                | 0                | 12    | 0     |
| Birmingham City F. C. Inglaterra     | 2.ª           | 2023-24       | 33    | 6     | 4                | 0                | 37    | 6     |
| Birmingham City F. C. Inglaterra     | 3.ª           | 2024-25       | 1     | 0     | 0                | 0                | 1     | 0     |
| Birmingham City F. C. Inglaterra     | Total club    | Total club    | 34    | 6     | 4                | 0                | 38    | 6     |
| Oxford United F. C. Inglaterra       | 2.ª           | 2024-25       | 25    | 2     | 1                | 0                | 26    | 2     |
| Oxford United F. C. Inglaterra       | Total club    | Total club    | 25    | 2     | 1                | 0                | 26    | 2     |
| Total carrera                        | Total carrera | Total carrera | 255   | 40    | 30               | 5                | 285   | 45    |
| 1.                                   |               |               |       |       |                  |                  |       |       |

## Vida personal
Su hermano menor Karamoko también es futbolista. Su hermana Macoula es modelo desde 2017, además fue futbolista cuando era joven.